# Marcel Lambert (homme politique, 1897-1982)
Pour les articles homonymes, voir Marcel Lambert et Lambert.
Marcel Lambert, né le 10 novembre 1897 à Neuilly-sur-Marne (Seine-et-Oise) et décédé le 14 mai 1982 à Pontivy (Morbihan), est un homme politique français.

## Biographie
Industriel, il est proche des Croix-de-feu avant guerre, avant de s'en éloigner à partir de 1936. Il est premier adjoint au maire de 1945 à 1947, puis maire de Pontivy de 1947 à 1971. Proche du MRP, il rejoint plus tard les Républicains indépendants (RI). Il est également sénateur du Morbihan de 1959 à 1974. Il est le grand-père du comique Jean-Yves Lafesse.
Il est inhumé à Pontivy.

## Distinctions
- Officier de la Légion d'honneur
- Croix de guerre 1914–1918
- Croix de guerre 1939–1945

## Sources
- Fiche biographique sur le site du Sénat.

1. ↑  « Cimetières de France et d'ailleurs »